# Franz Fuchsberger
Franz Fuchsberger (* 28. September 1910 in Wolfsbach; † 27. Oktober 1992 in Linz) war ein österreichischer Fußballspieler. Der Stürmer gewann mit der österreichischen Amateurauswahl bei den Olympischen Spielen 1936 in Berlin die Silbermedaille. Als „Belohnung“ für seinen Einsatz bei den Olympischen Spielen wurde er als erster Spieler von einem nicht aus Wien stammenden Verein in die österreichische Fußballnationalmannschaft einberufen.

## Leben
Franz Fuchsberger wurde am 28. September 1910 als Sohn von Ludwig Fuchsberger (* 12. August 1874) und dessen Ehefrau Maria (geborene Mauerlehner; * 31. März 1882) in der niederösterreichischen Gemeinde Wolfsbach geboren, noch am selben Tag wurde er auf den Namen Franz (Assisi) getauft. Die Eltern hatten am 1. Juli 1901 geheiratet.
In der Pfarrkirche Heiligenblut, der zur Diözese Gurk gehörenden Pfarrkirche von Heiligenblut am Großglockner, heiratete er am 28. Juni 1937 eine Maria Schöppl.
Am 27. Oktober 1992 starb Fuchsberger im Alter von 82 Jahren im denkmalgeschützten Mietshaus auf der Adresse Beethovenstraße 2 in Linz.

## Karriere

### Verein
Franz Fuchsberger begann seine Karriere in einer Schülermannschaft vom 1. Ennser Sportklub. Durch einen Umzug nach Lustenau bei Linz begann Fuchsberger in der Jugendmannschaft beim SV Urfahr, einem oberösterreichischen Landesligisten, zu spielen. Die Liga war damals auf Amateurbasis ausgerichtet und stand nicht mit der professionellen österreichischen Meisterschaft in Verbindung, die sich zur damaligen Zeit nur auf den Wiener Raum beschränkte. Mit den Urfahranern spielte der Stürmer bei einem der damals stärksten Teams des Bundeslandes, stand in Konkurrenz mit dem LASK und dem SK Admira Linz. Fuchsberger, der durch den Besitz eines eigenen Fahrrades keine Probleme hatte, an den Trainings in Urfahr teilzunehmen, erkundigte sich ursprünglich vorher beim LASK um einen Beitritt zu deren Jugendmannschaften, die Linzer legten jedoch keinen besonderen Wert auf eine Aufnahme Fuchsbergers. Mit 16 Jahren gab Fuchsberger sein Debüt in der ersten Mannschaft der Urfahranern, ein Jahr später war Fuchsberger bereits Stammspieler auf der Position des Linksaußen.
Zu Jahreswechsel 1944 wechselte Fuchsberger in die Hauptstadt zu SK Rapid Wien, wo er in der höchsten Liga Österreichs zu einem Einsatz kam. Nach nur einem halben Jahr in Wien beendete Fuchsberger jedoch seine aktive Fußballerkarriere im Sommer 1944.
Nach dem Zweiten Weltkrieg engagierte sich Fuchsberger wieder im Fußball als Trainer, begonnen hat er bei seinem ehemaligen Stammverein SV Urfahr. Nach weiteren Stationen bei der PSV Linz und dem SK VÖEST Linz widmete er sich zu Ende dem Jugendfußball in Oberösterreich.

### Nationalmannschaft
Franz Fuchsberger war mehrere Jahre lang eine feste Stütze der österreichischen Amateur-Nationalmannschaft. Sein Debüt gab er bereits am 1. September 1929 beim 3:1-Sieg über die Tschechoslowakei in Brünn, weiters spielte Fuchsberger noch gegen Ungarn, Polen und Rumänien. Von Trainer Jimmy Hogan wurde er 1936 zu den Olympischen Spielen nach Berlin mitgenommen, wohin ihn auch sein Klubkollege Karl Wallmüller begleitete. Zur Vorbereitung diente ein zweiwöchiges Trainingslager in Salzburg unter der Leitung von Jimmy Hogan und Luigi Hussak. Als linker Flügelstürmer kam Franz Fuchsberger bei allen vier Partien der österreichischen Mannschaft in Berlin zum Einsatz, unterlag jedoch im olympischen Finale Italien in der Verlängerung mit 1:2, wo er den zwischenzeitlichen Ausgleich zum 1:1 erzielte. Dieses Tor wird oftmals fälschlicherweise Karl Kainberger zugeschrieben. Als „Belohnung“ für seinen herausragenden Einsatz bei den Olympischen Spielen wurde der Amateurstürmer von Hugo Meisl auch für die professionelle Nationalmannschaft nominiert – ein „Provinzler“ in der von Wien dominierten Nationalmannschaft, ein Novum in Fußballösterreich. So kam am 27. September 1936 gegen Ungarn erstmals ein Spieler von nicht aus Wien stammenden Verein zu einem Einsatz in der österreichischen Nationalmannschaft. Als “Startgeld” erhielt Fuchsberger, der aufgrund seines Amateurstatus kein Geld für den Einsatz erhalten durfte, nur eine Stange ungarische Salami – zur Erinnerung an Budapest.
Neben seiner Karriere in den diversen Nationalmannschaften Österreichs war Fuchsberger zudem bei bis zu 30 Spielen für die oberösterreichische Landesauswahl nominiert worden.

## Erfolge
- Teilnahme bei den Olympischen Spielen 1936: Silbermedaille
- 7 Spiele für die österreichische Amateur-Nationalmannschaft 1936
- 1 Spiel für die österreichische Fußballnationalmannschaft 1936